# Hackleton
Hackelton is een plaats en civil parish in het bestuurlijke gebied South Northamptonshire, in het Engelse graafschap Northamptonshire met 1.568 inwoners.